# US Open de 1978
O US Open de 1978 foi um torneio de tênis disputado nas quadras duras do USTA Billie Jean King National Tennis Center, no Flushing Meadows-Corona Park, no distrito do Queens, em Nova York, nos Estados Unidos, entre 28 de agosto a 10 de setembro. Corresponde à 11ª edição da era aberta e à 98ª de todos os tempos.

## Finais

### Profissional
| Categoria | Evento    | Campeã(s)(o/ões)                     | Vice-campeã(s)(o/ões)              | Resultado     | Chave(s)  | Chave(s)       |
| --------- | --------- | ------------------------------------ | ---------------------------------- | ------------- | --------- | -------------- |
| Simples   | Masculino | Jimmy Connors                        | Björn Borg                         | 6–4, 6–2, 6–2 | principal | qualificatório |
| Simples   | Feminino  | Chris Evert                          | Pam Shriver                        | 7–5, 6–4      | principal | qualificatório |
| Duplas    | Masculino | Robert Lutz Stan Smith               | Marty Riessen Sherwood Stewart     | 1–6, 7–5, 6–3 | principal | principal      |
| Duplas    | Feminino  | Billie Jean King Martina Navrátilová | Kerry Melville Reid Wendy Turnbull | 7–6, 6–4      | principal | principal      |
| Duplas    | Misto     | Betty Stöve Frew McMillan            | Billie Jean King Ray Ruffels       | 6–3, 7–6      | principal | principal      |

### Juvenil
| Categoria | Evento    | Campeã(s)(o/ões) | Vice-campeã(s)(o/ões) | Resultado     | Chave(s)  | Chave(s)       |
| --------- | --------- | ---------------- | --------------------- | ------------- | --------- | -------------- |
| Simples   | Masculino | Per Hjertquist   | Stefan Simonsson      | 7–6, 1–6, 7–6 | principal | qualificatório |
| Simples   | Feminino  | Linda Siegel     | Ivanna Madruga        | 6–4, 6–4      | principal | qualificatório |